# Arquidiocese de Hanói
A Arquidiocese de Hanói (Archidiœcesis Hanoiensis) é uma arquidiocese da Igreja Católica situada em Vietnã. Seu atual arcebispo é Joseph Vũ Văn Thiên. Sua Sé é a Catedral de São José de Hanói.
Possui 145 paróquias servidas por 155 padres, contando com 3,7% da população jurisdicionada batizada.

## História
O vicariato apostólico de Tonkin foi eregido em 9 de setembro de 1659 com o breve Super cathedram do Papa Alexandre VII, recebendo o território da diocese de Macau.
Em 24 de julho de 1678 cede uma porção de seu território em vantagem da ereção do vicariato apostólico de Tonkin oriental (hoje diocese de Hai Phòng) e assume o nome de vicariato apostólico de Tonkin ocidental.
Em 1680 cede outra porção de território para a ereção do vicariato apostólico de Sichuan (hoje diocese de Chengdu).
Em 27 de março de 1846 e em 15 de abril de 1895 cede outras porções de território em vantagem da ereção respectivamente do vicariato apostólico de Tonkin meridional (hoje diocese de Vinh) e do vicariato apostólico de Tonkin superior (hoje diocese de Hung Hoá).
Durante o episcopado de Paul-François Puginier foi construída a Catedral de São José, inaugurada no dia de Natal de 1886.
Em 3 de dezembro de 1924 assume o nome de vicariato apostólico de Hà Nôi.
Em 24 de novembro de 1960 o vicariato apostólico foi elevado ao posto de arquidiocese metropolitana com a bula Venerabilium Nostrorum do Papa João XXIII.

## Prelados
| #                 | Nome                                      | Período     | Notas                      |
| Arcebispos        | Arcebispos                                | Arcebispos  | Arcebispos                 |
| ----------------- | ----------------------------------------- | ----------- | -------------------------- |
| 6º                | Joseph Vũ Văn Thiên                       | 2018 -      | Atual                      |
| 5º                | Pierre Cardeal Nguyễn Văn Nhơn            | 2010 - 2018 | Arcebispo emérito          |
| 4º                | Joseph Ngô Quang Kiêt                     | 2005 - 2010 | Arcebispo emérito          |
| 3º                | Paul-Joseph Cardeal Pham Ðình Tụng        | 1994 - 2005 |                            |
| 2º                | Joseph-Marie Cardeal Trinh van-Can        | 1978 - 1990 |                            |
| 1º                | Joseph Marie Cardeal Trinh-nhu-Khuê       | 1960 - 1978 |                            |
| Bispos            |                                           |             |                            |
| 17º               | Joseph Marie Trinh-nhu-Khuê               | 1950 - 1960 | Elevado a Arcebispo        |
| 16º               | François Chaize, M.E.P.                   | 1935 - 1949 |                            |
| 15º               | Pierre-Jean-Marie Gendreau,M.E.P.         | 1892 - 1935 |                            |
| 14º               | Paul-François Puginier, M.E.P.            | 1868 - 1892 |                            |
| 13º               | Joseph-Simon Theurel, M.E.P.              | 1866 - 1868 |                            |
| 12º               | Charles-Hubert Jeantet, M.E.P.            | 1858 - 1866 |                            |
| 11º               | Pierre-André Retord, M.E.P.               | 1838 - 1858 |                            |
| 10º               | Pierre-Rose-Ursule Dumoulin-Borie, M.E.P. | 1838 - 1838 |                            |
| 9º                | Joseph-Marie-Pélagie Havard, M.E.P.       | 1831 - 1838 |                            |
| 8º                | Jacques-Benjamin Longer, M.E.P.           | 1789 - 1831 |                            |
| 7º                | Jean Davoust, M.E.P.                      | 1780 - 1789 |                            |
| 6º                | Bertrand Reydellet, M.E.P.                | 1764 - 1780 |                            |
| 5º                | Louis Néez, M.E.P.                        | 1738 - 1764 |                            |
| 4º                | François-Gabriel Guisain, M.E.P.          | 1718 - 1723 |                            |
| 3º                | Edmond Bélot, M.E.P.                      | 1714 - 1717 |                            |
| 2º                | Jacques de Bourges, M.E.P.                | 1679 - 1714 |                            |
| 1º                | François Pallu, M.E.P.                    | 1659 - 1679 |                            |
| Bispos-auxiliares |                                           |             |                            |
|                   | Joseph Vu Cong Vien                       | 2024-       | Atual                      |
|                   | Laurent Chu Văn Minh                      | 2008 - 2019 |                            |
|                   | Paul Lê Đắc Trọng                         | 1994 - 2006 |                            |
|                   | François Xavier Nguyên Van Sang           | 1981 - 1990 | Nomeado bispo de Thái Bính |